# مجموع مستقیم ماژول‌ها
در جبر انتزاعی، مجموع مستقیم (به انگلیسی: Direct sum) ساختاری است که چندین ماژول را در یک ماژول جدید و بزرگ‌تر ترکیب می‌کند. مجموع مستقیم ماژول‌ها کوچک‌ترین ماژول است که شامل ماژول‌های داده‌شده به عنوان زیرماژول‌ها بدون محدودیت «غیرضروری» است و آن را به نمونه‌ای از یک محصول مشترک تبدیل می‌کند، در تضاد با محصول مستقیم، که مفهومی دوگانه است.
آشناترین نمونه‌های این ساختار هنگام در نظر گرفتن فضاهای برداری (ماژول‌های روی یک میدان) و گروه‌های آبلی (ماژول‌های روی حلقه Z از عددهای صحیح) رخ می‌دهد. ساخت و ساز ممکن است برای پوشش فضاهای باناخ و فضاهای هیلبرت نیز گسترش یابد.
برای روشی برای نوشتن یک ماژول به عنوان مجموع مستقیم زیرمدول‌ها، به تجزیه مقاله یک ماژول مراجعه کنید.